# Craig Monk
Craig John Monk (Stratford, 23 de maio de 1967) é um velejador neozelandês, medalhista olímpico. Ele competiu nos Jogos Olímpicos de Verão de 1992 em Barcelona na classe Finn e conquistou a medalha de bronze. Monk também participou dos Jogos Olímpicos de Verão de 1996 em Atlanta depois de derrotar por pouco o futuro capitão da Copa América, Dean Barker.
Desde então, Monk esteve amplamente envolvido nas corridas da America's Cup. Ele foi recrutado como moedor por Russell Coutts para o desafio bem-sucedido em 1995 e a defesa subsequente em 2000. Ele se mudou para o One World para a Copa Louis Vuitton de 2003. Monk foi gerente da equipe de vela da BMW Oracle Racing de 2003 até a America's Cup de 2007.